# Centrorhynchus crocidurus
Centrorhynchus crocidurus är en hakmaskart som beskrevs av Das 1950. Centrorhynchus crocidurus ingår i släktet Centrorhynchus och familjen Centrorhynchidae. Inga underarter finns listade i Catalogue of Life.